# 은행나무목
은행나무목(학명: Ginkgoales 깅크고알레스[*])은 은행나무 한 종과 몇몇 멸종한 식물을 포함하는 겉씨식물 목이다. 은행나무강(학명: Ginkgoopsida 깅크고옵시다[*])에 속하는 유일한 목이며, 은행나무강은 다시 은행나무문(학명: Ginkgophyta 깅크고피타[*])에 속하는 유일한 강이다.
은행나무과(Ginkgoaceae)를 비롯한 다섯 개 과를 포함한다. 과거에는 슈메이스네리아과(Schmeissneriaceae), 우말톨레피디아과(Umaltolepidiaceae), 이마이아과(Yimaiaceae), 카르케니아과(Karkeniaceae)와 과가 불분명한 속인 스페노바이에라속(Sphenobaiera)을 포함했으나, 모두 멸종했다.

## 화석
은행나무는 고생대 페름기부터 화석이 발견된다. 쥐라기와 백악기에는 로라시아 대륙에서 번성했다. 그러나 그 이후 급격히 자취를 감춰, 팔레오세에 오면서는 Ginkgo adiantoides 종 하나만이 발견된다. 플리오세 말에 오면서는 중국을 제외한 다른 곳에서는 화석이 발견되지 않는다.